# Dewey Lambdin
Dewey Whitley Lambdin (* 26. Januar 1945 in San Diego, Kalifornien; † 26. Juli 2021 in LaFollette, Tennessee) war ein US-amerikanischer Autor von (Militär-)historischen Romanen.

## Leben
Lambdin war der Sohn eines Offiziers der US-Marine. Nach Absolvierung seiner Schulzeit besuchte er die Castle Heights Military Academy, Lebanon (Tennessee), und erreichte dort 1962 mit Erfolg den Abschluss. Noch im selben Jahr begann er „liberal arts and theatre“ an der Universität von Tennessee in Knoxville zu studieren. Dieses Studium brach Lambdin ohne Abschluss ab und wechselte an die Montana State University nach Bozeman und konnte dieses Studium erfolgreich 1969 abschließen.
Die nächsten Jahre arbeitete Lambdin als Regisseur – manchmal auch als Produzent – bei verschiedenen TV-Sendern. Nach ersten Schreibversuchen während des Studiums begann er nun ernsthaft an seinem Debüt als Schriftsteller zu arbeiten. Sein erster Roman erschien 1989. Als er dessen Erfolg mit den nächsten Werken wiederholen konnte, legte Lambdin alle sonstigen Jobs nieder und widmete sich fortan nur noch dem Schreiben. Zuletzt lebte Lambdin in der Nähe von Nashville, Tennessee.

## Rezeption
Bekannt wurde Lambdin durch seine Serie um den Marineoffizier Alan Lewrie, der als Mitglied der Royal Navy gegen Napoleon kämpfte. Nach Auffassung der Leser wie auch der offiziellen Literaturkritik stellte sich Lambdin mit seinem Protagonisten in eine Reihe mit C. S. Forester (Horatio Hornblower), Alexander Kent (Richard Bolitho) und Dudley Pope (Lord Ramage). Nach eigenem Bekunden war u. a. Henry Fielding (Tom Jones) ein großes Vorbild für ihn.

## Werke
Alan Lewrie Zyklus
- The King’s Coat. An Alan Lewrie naval adventure. St. Martin's Press, New York 2013, ISBN 978-1-4299-9476-7 (EA New York 1989).
  - deutsche Übersetzung: Bereit zum Kampf. Alan Lewrie wird Midshipman des Königs. Ullstein, Berlin 2006, ISBN 978-3-548-26361-8 (EA Berlin 2002).
- The French Admiral. An Alan Lewrie naval adventure. Fine Books, New York 1990, ISBN 1-55611-208-4.
- The King’s Commission. An Alan Lewrie naval adventure. Fine Books, New York 1991, ISBN 1-55611-187-8.
  - deutsche Übersetzung: Volle Breitseite. Midshipman Alan Lewrie und die Schlacht von Turk Island. Ullstein, Berlin 2002, ISBN 978-3-548-25438-1.
- The King’s Privateer. A novel. Fine Books, New York 1992, ISBN 1-55611-324-2.
- The gun ketch. Fine Books, New York 1993, ISBN 1-55611-356-0.
  - deutsche Übersetzung: Eine Hand für den König - Alan Lewrie auf der Alacrity. Ullstein, Berlin 2009, ISBN 978-3-548-28077-6.
  - deutsche Übersetzung: Eine Hand für das Schiff - Alan Lewrie in den Gewässern der Bahamas. Ullstein, Berlin 2004, ISBN 978-3-548-26127-0.
- HMS Cockerel. An Alan Lewsrie naval adventure. Fine Books, New York 1995, ISBN 1-55611-446-X.
  - deutsche Übersetzung: HMS Cockerel. Ullstein, Berlin 2005.

1. Alan Lewrie zwischen Erfolg und Meuterei. Ullstein, Berlin 2005, ISBN 3-548-26294-5.
2. Alan Lewrie gegen die Franzosen. Ullstein, Berlin 2005, ISBN 3-548-26401-8.

- A King’s Commander. Fine Books, New York 1997, ISBN 1-55611-504-0.
  - deutsche Übersetzung: Die Herausforderung. Ullstein, Berlin 2007.

1. Alan Lewries erstes Kommando. Ullstein, Berlin 2007, ISBN 978-3-548-26458-5.
2. Alan Lewrie auf schwierigem Kurs. Ullstein, Berlin 2007, ISBN 978-3-548-26737-1.

- Jester’s Fortune. Dutton, New York 1999, ISBN 0-525-94482-6.
- The King’s Captain. St. Martin's Press, New York 2000, ISBN 0-312-26885-8.
- Sea of Grey. St. Martin's Press, New York 2002, ISBN 0-312-28685-6.
- Havoc’s Sword. Dunne Books, New York 2003, ISBN 0-312-28688-0.
- The Captain’s Vengeance. St. Martin's Press, New York 2004, ISBN 0-312-31547-3.
- A King’s Trade. St. Martin's Press, New York 2006, ISBN 0-312-31549-X.
- Troubled Waters. St. Martin's Press, New York 2008, ISBN 978-0-312-34805-2.
- The Baltic Gambit. Dunne Books, New York 2009, ISBN 978-0-312-60348-9.
- King, Ship and Sword. Dunne Books, New York 2010, ISBN 978-0-312-55184-1.
- The Invasion Year. Dunne Books, New York 2011, ISBN 978-0-312-55185-8.
- Reefs and Shoals. Duune Books, New York 2012, ISBN 978-0-312-59571-5.
- Hostile Shores.Dunne Books, New York 2013, ISBN 978-0-312-59572-2.
- King's Marauder. Dunne Books, New York 2014, ISBN 978-1-250-03005-4.
- King's and Emperors. Dunne Books, New York 2015.
- A Hard Cruel Shore. Dunne Books, New York 2016.
- A Fine Retribution. Dunne Books, New York 2017, ISBN 978-1-250-10363-5
- An Onshore Storm. St. Martin's Press, New York 2018, ISBN 978-1-250-10364-2
- Much Ado About Lewrie. St. Martin's Press, New York 2019, ISBN 978-1-250-10366-6

Einzelwerke
- What lies buried. A novel of Old Cape Fear. McBooks, Chicago, Ill. 2005, ISBN 1-59013-436-2.

Werkausgaben
- For King and Country. The naval adventures of Alan Lewrie. Fine Books, New York 1994, ISBN 1-55611-413-3.[5]